# 秦哲美
秦 哲美（はた てつみ、1929年（昭和4年）10月27日 - 2020年（令和2年）5月27日）は、日本の政治家。元埼玉県議会議員。父は大宮市長の秦明友。立憲民主党さいたま市議会議員の西山幸代は三女。

## 経歴
埼玉県大宮市（現：さいたま市）出身。専修大学商経学部経済学科卒。埼玉県立大宮工業高等学校、埼玉県立大宮高等学校、埼玉県立熊谷農業高等学校、埼玉県立浦和第一女子高等学校の事務長等を務める。
1986年に大宮市長選挙に立候補したが落選。1987年に埼玉県議会議員に立候補し、当選。1993年に行われた第40回衆議院議員総選挙に日本社会党公認で旧埼玉5区から立候補したが落選。
その後、県議会議員に復帰。民主党に参加した。2007年の統一地方選挙では、年齢による引退も噂されたが、旧大宮市の政財界の支援を得ていた自民党公認の竹内弘文を一騎討ちで退け、6度目の当選を果たした。
2011年に埼玉県議を引退。後援会を引き継いだ三女の西山幸代が同年4月、民主党さいたま市議会議員となった。県議引退後は民主党埼玉県連合会顧問を経て、埼玉県選挙管理委員会の委員に就任したが、2017年に孫の民進党埼玉県第5区総支部幹事（県政担当）西山晃一（幸代の長男）が埼玉県議会議員の補欠選挙に立候補（落選）することを考慮して、同年7月24日に選管委員を辞任した。2018年1月の立憲民主党埼玉県総支部連合会第1回運営委員会において立憲民主党埼玉県連顧問となり、三女の幸代とともに民進党から同党に移籍した。
2020年5月27日、死去。90歳没。死没日をもって従五位に叙される。

## 会派の変遷・役職
- 1995年4月　日本社会党
- 1999年4月　民主党に所属
- 民主党・無所属の会相談役
- 埼玉県議会鴻沼川改修促進議員連盟幹事長
- 埼玉県社会福祉審議会委員
- 埼玉県公立学校職員会会長
- 日教組中央委員
- 行政書士政治連盟県議顧問会議議員
- 大宮市日中友好協会会長
- 民主党埼玉県総支部連合会顧問
- 民進党埼玉県総支部連合会顧問
- 立憲民主党埼玉県総支部連合会顧問